# Ле Форна (Латина)
Ле Форна је насеље у Италији у округу Латина, региону Лацио.
Према процени из 2011. у насељу је живело 1268 становника. Насеље се налази на надморској висини од 16 м.